# Рябинки (городской округ город Бор)
Рябинки — деревня в городском округе город Бор Нижегородской области России. Входит в Ситниковский территориальный отдел.

## География
Село находится в центральной части региона, в зоне хвойно-широколиственных лесов.

### Климат
Климат характеризуется как умеренно континентальный, с коротким умеренно тёплым летом и холодной продолжительной зимой. Среднегодовая температура воздуха — 3,6 °C. Средняя температура воздуха самого холодного месяца (января) — −13 °C (абсолютный минимум — −42 °C); самого тёплого месяца (июля) — 18,5 °C (абсолютный максимум — 37 °С). Среднегодовое количество атмосферных осадков составляет 500—600 мм, из которых две трети выпадает в тёплый период.

## История
До 1939 г. носила название Бабья Грива.

## Население
| 2002 | 2010 |
| ---- | ---- |
| 6    | ↗7   |

## Инфраструктура
Личное подсобное хозяйство.

## Транспорт
Деревня доступна автотранспортом.